# Черевики

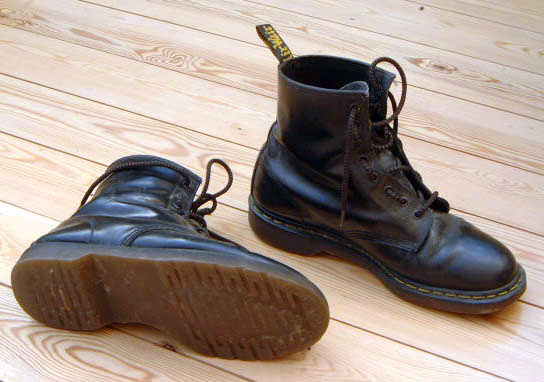
Класичні черевики бренду Dr. Martens.

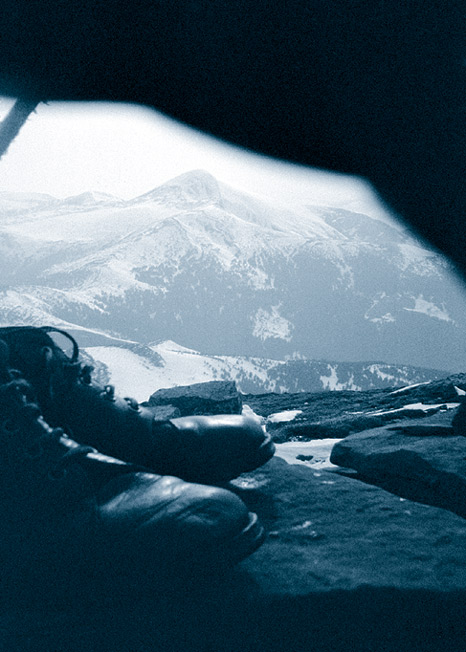
Туристичні черевики на вершині Петроса (Карпати)

Череви́ки — різновид невисокого взуття на шнурках або ґудзиках, щось середнє між туфлями (мештами) і чоботами. У сучасних черевиках часто використовується застібка-блискавка замість шнурків (або разом з ними). 

## Етимологія
Слово черевик походить від прасл. červikъ, утвореного від прикметника *červь(jь) («черевний»): первісно черевики робили зі шкіри, знятої з черева тварини.
Мешти - черевики, туфлі, взуття, яке шнурується, або всувне, таке, що сягає до кісточок. З татарської мови перекладається як "легкі чекревики". В Україні так називають святкове взуття.
Слово мешти тур. mest "сапянові черевики" походить від перс.mesin "вичинена шкіра, сапян"

## Опис
Класичні черевики виготовлені зі шкіри та зав'язуються шнурками. Проте можливі варіації форми, матеріалу та способу зав'язування. Чоловіки частіше носять черевики, ніж жінки.
На кожен сезон є свої черевики. Зазвичай черевики застосовуються взимку (для захисту від снігу), весною та восени (для захисту від бруду та глибоких калюж). Черевики можуть виготовлятися з домашнього сукна.
Літні можуть бути зроблені з пористого матеріалу або сіточки для вентиляції, але зазвичай замість них влітку носять туфлі.
Фасон черевиків визначається модою (форма носка, висота каблуків, вид нарифлень на підметці тощо). Мода постійно змінюється, отже і фасони черевиків змінюються також.
Для особливих умов створюють особливі конструкції черевиків, наприклад, для служби в армії — берці, для гірських туристів — вібрами, для альпіністів — триконі.

## Види
- Ботильйони
- Оксфорди
- Берці